# 木枯しに抱かれて (小泉今日子の曲)
「木枯しに抱かれて」（こがらしにだかれて）は小泉今日子の20枚目のシングル。1986年11月19日にビクター音楽産業から発売された。

## 背景
表題曲「木枯しに抱かれて」の作詞・作曲はTHE ALFEEの高見沢俊彦が手掛け、小泉の主演2作目となった映画『ボクの女に手を出すな』の主題歌となった。音楽ライターの小野緑によると、ロサンゼルスのA&Mスタジオで高見沢から「小泉今日子の曲、頼まれてるんだよね」と言われ、見せられた1枚の譜面には「風少年」というタイトルが付いていたが、その数か月後には「木枯しに抱かれて」に変わっていたという。小泉は今でもこの曲を聴くと「あのスタジオの木の床と、宝物を大事そうに見せるときの少年の瞳に似た高見沢のキラキラした目を思い出す」と言う。高見沢はこの曲を ″冷たい風の中で立ち尽くす少女″ のイメージで書き、心は熱くても周りは冷たいという状況の中にある恋心をうまく表現出来ればいいかなと思ったと振り返っている。また、小泉が年齢を重ねてもずっと歌っていけるようなスタンダード・ナンバーにしたいと思って作ったといい、当時好んでいたアイリッシュ・フォークのサウンドをイメージしてデモテープを作成したと話している。間奏で流れるバグパイプの音は、編曲を担当した井上鑑がアイリッシュの雰囲気を強調する為に追加したもので、井上は自身が携わった中でも確実に好きな曲の上位に入ると語っている。
アルバム『Hippies』には、バグパイプの音を間奏だけでなくイントロにも使用したデモテープに近いアレンジが施され、コンピレーションアルバム『Best Of Kyong King』では、シングルバージョンとは大きく異なる全編アカペラによるアレンジで収録されている。このバージョンは翌年に発売されたバラードベストアルバム『Ballad Classics』にも収録された。
小泉は1987年の大晦日に放送された第38回NHK紅白歌合戦に出演し、「木枯しに抱かれて」を披露した。
1987年3月に発売されたTHE ALFEEのシングル「サファイアの瞳」のカップリングとしてセルフカバーされた。こちらの曲名は「木枯しに抱かれて…」となっており、間奏の変更、Cメロの前に新たな歌詞の追加（Bメロ+サビ）、サビの歌詞（女性の口調になっている部分）の一部変更など、大幅にアレンジされている。
1991年11月には8cmCDがリリースされている（カップリングは本楽曲と同じく高見沢が手掛けたシングル曲「The Stardust Memory」）。

## 収録曲

### 木枯しに抱かれて
- 両楽曲共に、作詞・作曲：高見沢俊彦／編曲：井上鑑

1. 木枯しに抱かれて (3分43秒)
2. Blueage Dream (3分57秒)

### 木枯しに抱かれて／The Stardust Memory
1. 木枯しに抱かれて
作詞・作曲：高見沢俊彦／編曲：井上鑑
2. The Stardust Memory
作詞：高見沢俊彦、高橋研／作曲：高見沢俊彦／編曲：井上鑑
3. 木枯しに抱かれて（カラオケ）
4. The Stardust Memory（カラオケ）

## カバー
- THE ALFEE（1987年3月11日／セルフカバー。シングル「サファイアの瞳」収録）
- ビビアン・チョウ（1988年／ミニアルバム「Vivian Chow」収録）
- 徐雯倩（1991年／アルバム「美麗的預謀」収録）
- DAVE RODGERS project（1995年9月27日／カバーアルバム「The ALFEE MEETS dance」収録）
- Springs（2003年2月26日／シングル「木枯しに抱かれて」収録）
- 片瀬那奈（2004年4月21日／カバーアルバム「EXTENDED」収録）
- 音速ライン（2007年6月6日／シングル「恋うた」収録）
- 泉こなた (平野綾)（2007年7月11日／アルバム「TVアニメ『らき☆すた』エンディングテーマ集」収録）
- 大山百合香（2007年12月5日／ミニアルバム「6 tear drops」収録）
- 岡野昭仁（2014年／ラジオ番組「LIVE IT UP」にて弾き語りカバー）
- 吉田羊＆鈴木梨央（2019年／大塚製薬・ポカリスエットCM「木枯らしに抱かれて」篇）
- Ms.OOJA（2022年9月21日／カバーアルバム「流しのOOJA 2 〜VINTAGE SONG COVERS〜」収録）
- クリィミーマミ（太田貴子）（2023年7月26日／アルバム「魔法の天使 クリィミーマミ 80's J-POPヒッツ」収録）
- ClariS（2024年10月16日／アルバム『AUTUMN TRACKS -秋のうた-』収録[6]）